# Marco Antonio Andolfi
Marco Antonio Andolfi (* 1. Januar 1941 in Caserta; † 14. Dezember 2018 in Rom) war ein italienischer Schauspieler und Filmregisseur.

## Leben
Andolfi spielte seit 1962 gelegentlich kleinere Rollen in Spielfilmen; seine Haupttätigkeitsgebiet ist allerdings das Theater. Daneben verantwortete er zahlreiche Skripte für zahlreiche Fotoromanzi, darunter Lanciostory. 1985 produzierte, schrieb und schnitt er als Eddy Endolf den Horror-Trashfilm La croce dalle sette pietre, in dem er auch die Hauptrolle spielte. Auch für die Spezialeffekte des Films, der häufig mit den Werken Ed Woods verglichen wird, zeichnete er verantwortlich. Ein zweiter Film entstand als Fortsetzung über zwanzig Jahre später. Seit den 1990er Jahren hat Andolfi vornehmlich Radiosendungen bei regionalen Stationen. 2007 drehte er erneut einen Film im Alleingang, Riecco aborym.

## Filmografie
- 1987: La croce dalle sette pietre
- 2007: Riecco aborym
- 2015: Dolcezza extrema